# Lista över ledamöter av Konstakademien

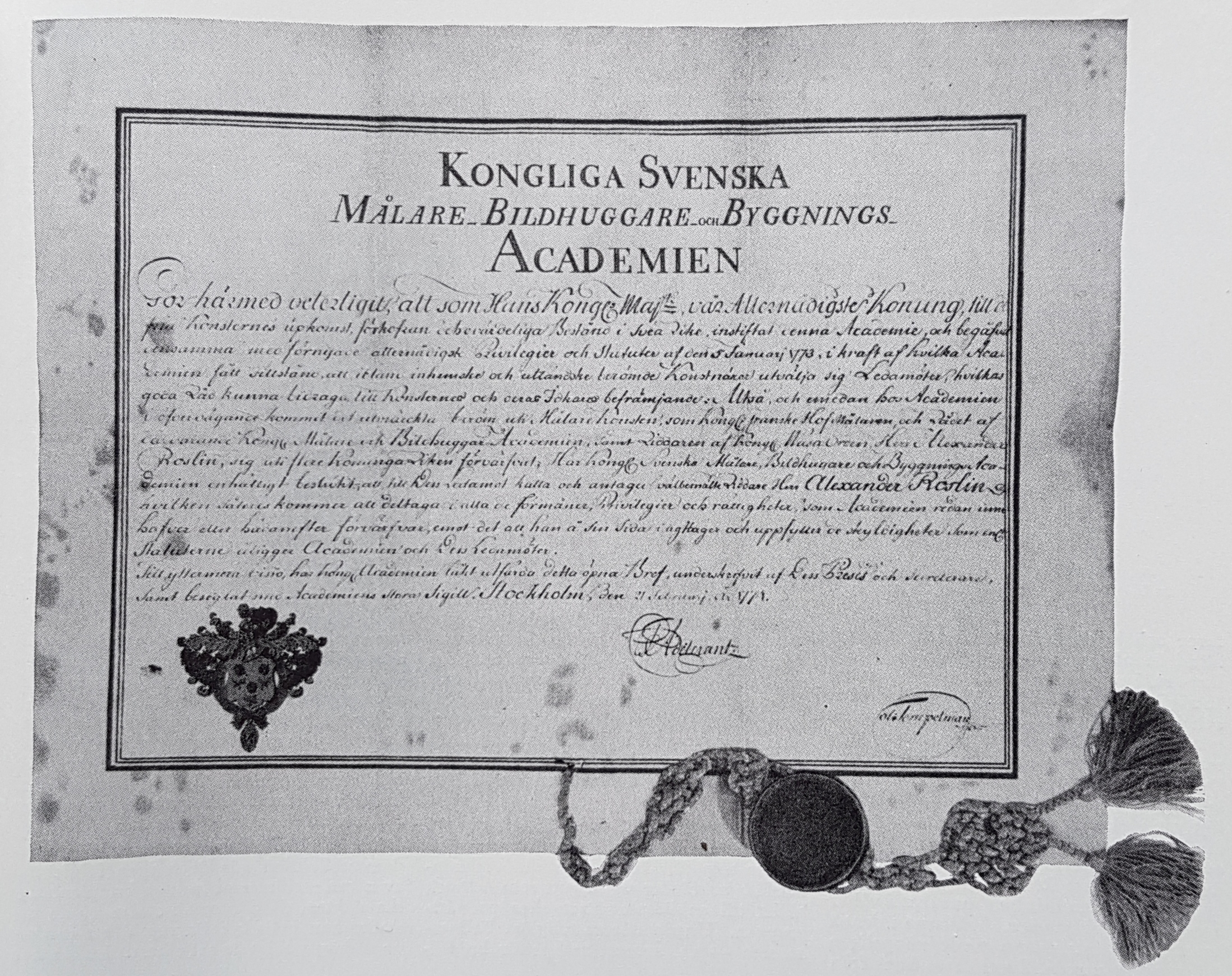
Alexander Roslin kallas till Konstakademien

Lista över ledamöter av Kungliga Akademien för de fria konsterna i alfabetisk ordning. Årtal anger invalsår.
Antalet svenska ledamöter (konstnärer och arkitekter) under 65 år kan vara som flest femtio. Med hedersledamöter och ledamöter som är minst 65 år är antalet svenska ledamöter 123 (6 december 2010). Därutöver finns utländska ledamöter.

## A
- Carl Fredrik Adelcrantz, akademins preses
- Ulla Adlerfelt, konstnär
- Andreas Achenbach, tysk konstnär, 1868
- Hakon Ahlberg, arkitekt 1934
- Lea Ahlborn, konstnär, 1855
- Fritz Ahlgrensson, konstnär, 1872
- Erik Ahlsén, arkitekt, 1959
- Nils Ahrbom, arkitekt, 1953
- Lawrence Alma-Tadema, brittisk konstnär, 1879
- Margareta Alströmer, konstnär, 1795
- Johan August Anckarsvärd, 1813
- Mikael Gustaf Anckarsvärd, hedersledamot, 1825
- Axel Anderberg, arkitekt, 1906
- Karin Mamma Andersson, konstnär, 2002
- Kjell Andersson, konstnär, 1993
- Nils Andersson, 1856
- Per Andersson, arkitekt, 2019
- Pär Andersson, konstnär 1973
- Thorbjörn Andersson, arkitekt 2002
- Torsten Andersson, konstnär, 1961
- Anders Victor Andrén, konstnär, 1899
- Tàpies Antoni, spansk målare, 1985
- Ulla Antonsson, 2012
- Olof Arborelius, konstnär, 1892
- Charlotta Arfwedson, ledamot 1793, hedersledamot 1795
- Asmund Arle, skulptör, 1960
- Sara Arrhenius, hedersledamot, 2010
- Curt Asker, konstnär 1980
- Åke Axelsson, arkitekt 1989

## B
- Knut Baade, konstnär, 1872
- Otto Bache, dansk konstnär, 1884
- Joël Ballin, danska gravör, 1871
- Fredric Bedoire, hedersledamot, 2007
- Vilhelm Emanuel Behm, konstnär, 1910
- Eduard Bendeman, tysk konstnär, 1845
- Carl Stephan Bennet, 1840
- Johan Christian Berger, 1840
- Johan Edvard Bergh, 1858
- Per Berglund, konstnär 1995
- Alfred Bergström, konstnär, 1900
- Bernhard von Beskow, 1837
- Per Bjurström, hedersledamot, 1985
- Oscar Björck, konstnär, 1889
- Armand Björkman, arkitekt 1984
- Axel Bielke, hedersledamot, 1852
- Ernst Billgren, konstnär, 1997
- Lars Theodor Billing, konstnär, 1872
- Carl Johan Billmark, 1860
- Daniel Birnbaum, konstvetare, hedersledamot 2011
- Herman Wilhelm Bissen, dansk skulptör, 1850
- Vilhelm Bissen, dansk skulptör, 1883
- Tor Bjurström, målare, 1960
- Carl Bloch, dansk konstnär, 1866
- Carl-Gustaf Blom-Carlsson, arkitekt, 1837
- Stig Blomberg, skulptör, 1944
- Ferdinand Boberg, arkitekt, 1897
- Wilhelm Bode, tysk hedersledamot, 1904
- Jonas Bohlin, formgivare, 1997
- Johan Christoffer Boklund, 1856
- Lars Bolander, hovmålare
- Leif Bolter, konstnär, 1987
- Léon Bonnat, fransk konstnär, 1873
- Olle Bonniér, konstnär 1988
- Pontus Bonnier, hedersledamot, 2004
- Max Book, konstnär, 1996
- Stig Borglind, grafiker, 1960
- Alfred Boucher, fransk skulptör, 1904
- Fredrik Boye
- Gustaf Brandelius, konstnär, 1874
- Frank Brangwyn, fransk konstnär, 1909
- Jules Breton, fransk målare, 1875
- Hans Henrik Brummer, hedersledamot, 2005
- Hans Axel Brunnberg, arkitekt, 1959
- Hans Bäckström, arkitekt, 1990
- Agnes Börjesson, konstnär, 1872
- John Börjeson, skulptör, 1877
- Johan Fredrik Böttiger, 1923

## C
- Alexandre Cabanel, konstnär, 1868
- Johan Elias Cardon, grafiker, 1843
- Arne Cassel, konstnär, 1948
- Charlotta Cedercreutz, konstnär
- Edward Cederlund, hedersledamot, 1907
- Gustaf Cederström, konstnär, 1878
- Thure Nicolaus Cederström, konstnär, 1889
- Peter Celsing, arkitekt, 1960
- Johan Celsing, arkitekt, 1994
- Arne Charlez, konstnär, 1989
- Godfred Christensen, dansk konstnär, 1897
- Alexander Christopher, österrikisk-amerikansk arkitekt, 1980
- Isak Gustaf Clason, arkitekt, 1889, 1918 (preses)
- Léon Cogniet, fransk konstnär, 1853
- Pierre Charles Comte, fransk konstnär, 1871
- Edward William Cooke, brittisk konstnär, 1856
- Peter von Cornelius, tysk konstnär, 1845
- Peter Cornell, konstkritiker, hedersledamot 2014
- Thomas Couture, fransk konstnär, 1856
- Thomas Creswick, brittisk konstnär, 1850
- Lena Cronqvist, konstnär, 1977
- Fredrik Adolf Ulrik Cronstedt, hovintendent
- Carl Peter Curman, hedersledamot, 1884
- Sigurd Curman, arkitekt, 1923

## D
- Pascal-Adolphe-Jean Dagnan-Bouveret, fransk konstnär, 1891
- Gustaf Dahl, arkitekt, 1875
- Johan Christian Dahl, norsk konstnär
- Peter Dahl, konstnär 1989
- Bengt Erland Dahlgren, 1863
- César Daly, fransk arkitekt, 1842
- Fritz von Dardel, konstnär 1861 (preses från 1864)
- Franz von Defregger, tysk konstnär, 1883
- Siri Derkert, målare, 1960
- Lorentz Henrik Segelcke Dietrichson, hedersledamot, 1882
- Thomas Leverton Donaldson, brittisk arkitekt, 1850
- Carl d'Unker, 1860
- Eugène Dücker, tysk konstnär, 1875
- Gustaf Vilhelm Johan von Düben, 1861

## E
- Ann Edholm, konstnär 1999
- Mats Edblom, arkitekt, 1989
- Adolf Vilhelm Edelsvärd, konstnär, 1871
- Marianne Ehrenström, 1800
- Carl August Ehrensvärd, hedersledamot, 1871
- Torsten Ekbom, hedersledamot, 1986
- Hans Eklund, hedersledamot, 1983
- Claes Eklundh, konstnär, 1992
- Marie-Louise Ekman, konstnär, 1998
- Robert Wilhelm Ekman, rysk konstnär, 1844
- Stina Ekman, konstnär, 1990
- Jonas Elding, arkitekt, 2017
- Martin Emond, konstnär, 1951
- Lars Englund, konstnär, 1984
- Albert Engström, konstnär, 1919
- Andreas Eriksson, målare, 2014
- Fritz H. Eriksson, hedersledamot, 1947
- Liss Eriksson, skulptör, 1956
- Nils Einar Eriksson, arkitekt, 1944
- Sven Erixson, konstnär, 1950
- Peter Erséus, arkitekt, 1998
- Carl Gustaf Estlander, finländsk hedersledamot, 1885
- Christian Etzdorf, tysk konstnär, 1831
- Julius Exner, dansk konstnär, 1866

## F
- Ferdinand Julius Fagerlin, konstnär, 1865
- Axel Fahlcrantz, konstnär, 1907
- Axel Magnus Fahlcrantz, skulptör, 1834
- Carl Johan Fahlcrantz, konstnär, 1802
- Sverre Fehn, norsk arkitekt, 1991
- Daniel Fehrman, kunglig medaljör
- Per Floding, hovgravör
- Nils Forsberg, konstnär, 1889
- Victor Forssell, konstnär, 1887
- Norman Foster, brittisk arkitekt, 1994
- Stella Frank, amerikansk målare, 1987
- Johan Frick, konstnär
- John-Erik Franzén, konstnär, 1989
- Ulla Fries, konstnär, 2002
- William Powell Frith, brittisk målare, 1873
- Jens Fänge, konstnär, 2017
- Pontus Fürstenberg, hedersledamot, 1885

## G
- Wolter Gahn, arkitekt, 1938
- Ludvig Gallait, belgisk konstnär, 1856
- Akseli Gallen-Kallela, finsk konstnär, 1921
- Charles Garnier, fransk arkitekt, 1872
- Bengt Gate, arkitekt, 1962
- Axel Gauffin, hedersledamot, 1927
- Léonie Geisendorf, schweizisk arkitekt, 1978
- Albert Theodor Gellerstedt, arkitekt, 1877
- Anton Genberg, konstnär, 1922
- Jean Léon Gérôme, fransk målare, 1873
- Jacob Gillberg
- Jan Gezelius, arkitekt, 1973
- Lorens Gottman, ornaments och landskapsmålare
- Lennart Gram, målare, 1962
- Bo Grandien, hedersledamot, 1990
- Lars Grandin, konstnär, 2000
- Olle Granath, hedersledamot, 1987
- Michael Granit, arkitekt, 1975
- Karin Granqvist, konstnär, 2004
- Francis Grant, engelsk målare, 1871
- Eric Grate, skulptör, 1936
- Henry Grevedon, fransk konstnär
- Claes Grundström, arkitekt, 1883
- Hans Gude, konstnär, 1850
- Sigurdur Gudmundsson, isländsk skulptör, 2001
- Kristian Gullichsen, finländsk arkitekt, 1997
- Wilhelm Gumælius, hedersledamot, 1866
- Charlotte Gyllenhammar, konstnär 2006
- Maria Johanna Görtz, konstnär, 1804
- Anders Georg Göthe, 1908

## H
- Erik Hallblad, hovmålare
- Enno Hallek, konstnär, 1974
- Staffan Hallström, målare, 1961
- Wilhelmina von Hallwyl, hedersledamot, 1921
- Hugo Adolf Hamilton, 1840
- Hans Hamngren, konstnär 1992
- Carl Hansen, norsk konstnär, 1874
- Rolf Hansson, konstnär, 2006
- Johan Adolf Haverman, arkitekt 1847
- Johan Hedborg, konstnär 1990
- Paul Hedqvist, arkitekt, 1936
- Pehr Gustaf von Heideken
- Johan Georg Henrichsen, kunglig hovemaljmålare
- Carl Ferdinand Hernlund, 1887
- Gustaf Friedrich Hetsch, dansk arkitekt
- Bengt Hidemark, arkitekt, 1972
- Ove Hidemark, arkitekt, 1986
- Hans Hildebrand, hedersledamot, 1902
- Pehr Hilleström, historievävare
- Hertha Hillfon, konstnär, 1971
- Bror Hjorth, målare, 1962
- Ragnar Hjorth, arkitekt, 1934
- Olle Hjortzberg, historiemålare, 1908
- Jonas Hoffman, målare
- Hans Hollein, österrikisk arkitekt, 1984
- Per Daniel Holm, konstnär, 1871
- Herman Holmgren, arkitekt, 1887
- Martin Holmgren, skulptör, 1960
- Cajsa Holmstrand, konstnär, 1994
- Hector Horeau, fransk arkitekt, 1852
- Adam Horn af Kanckas, riksråd
- Oscar Hullgren, konstnär, 1917
- Carl Otto Hultén, konstnär 1980
- Jan Håfström, konstnär, 1978
- Axel Herman Hägg, grafiker och arkitekt, 1882
- Johan Fredrik Höckert, 1856
- Einar Höste, konstnär, 1989

## I
- Jarl Ingvarsson, konstnär, 1996

## J
- Ernst Jacobsson, arkitekt, 1875
- Rune Jansson, konstnär, 1965
- Kristina Jansson, (konstnär, född 1967), målare, 2014
- Thorolf Jansson, konstnär, 1916
- Jens Adolf Jerichau, dansk skulptör, 1854
- August Jernberg, konstnär, 1865
- Viggo Johansen, dansk konstnär, 1897
- Aron Johansson, arkitekt, 1906
- Bengt O. H. Johansson, hedersledamot, 1989
- Emil Johanson-Thor, målare och grafiker, 1930
- Jasper Johns, amerikansk målare, 1980
- Ivar Johnsson, skulptör, 1922
- Einar Jolin, konstnär, 1945
- Arne Jones, skulptör, 1958
- Ragnar Josephson, hedersledamot 1933
- Axel Jungstedt, konstnär, 1889
- Kurt Jungstedt, målare, 1934
- Claes Jurander, konstnär, 2008
- Eero Järnefelt, finländsk konstnär, 1924

## K
- Wilhelm Kaulbach, tysk konstnär, 1845
- Anders Kallenberg, konstnär, 1886
- Gottfrid Kallstenius, konstnär, 1900
- Sten Karling, hedersledamot, 1951
- Nicaise de Keyser, belgisk konstnär, 1856
- F.C. Kierschou, dansk konstnär, 1848
- Per Kirkeby, dansk skulptör, 2001
- Carl Fredrik Kiörboe, 1858
- Frithiof Kjellberg, skulptör, 1868
- Lars Kleen, konstnär, 2001
- Ludwig Knaus, tysk konstnär, 1868
- Horace Kneeland, amerikansk skulptör, 1863
- Greta Knutson, målare, 1958
- Sture Koinberg, landskapsarkitekt, 1988
- Anders Gustaf Koskull, konstnär, 1868
- Per Krafft den äldre, hovmålare konstprofessor
- Per Krafft d.y., konstnär
- Klara Kristalova, 2012
- Christian Krohg, dansk konstnär, 1921
- Julius Kronberg, konstnär, 1881
- Axel Kulle, konstnär, 1887
- Olle Kåks, konstnär, 1980
- Lennart Källström, skulptör, 1962
- Margareta Källström, arkitekt, 2011
- Johan Gustaf Köhler, konstnär, 1858

## L
- Niklas Lafrensen, hovminiatyrmålare
- Pierre Hubert L'Archevêque, statuebildhuggare
- Erik Lallerstedt, arkitekt, 1904
- Anders Landström, arkitekt, 1996
- Eva Lange, konstnär, 1997
- Emil Viktor Langlet, 1858
- Henning Larsen, dansk arkitekt, 1980
- Bengt Larsson, arkitekt, 1980
- Bo Larsson 1991
- Sonja Larsson, 2010
- Carl Gustaf Laurin, hedersledamot, 1917
- John Lavery, brittisk arkitekt, 1924
- Casimir Leconte, fransk arkitekt, 1857
- Juha Leiviskä, finländsk arkitekt, 1991
- Sigurd Lewerentz, arkitekt, 1936
- Carl Fredrik Lessing, tysk konstnär, 1861
- Henric Leys, belgisk konstnär 1856
- Max Liebermann, tysk konstnär, 1912
- Birgitta Liljebladh, konstnär, 1982
- Bruno Liljefors, konstnär, 1920
- Fredrik Lilljekvist, arkitekt, 1900
- Per Emanuel Limnell, konstnär, 1803
- Jenny Lind, hedersledamot, 1876
- Sven Ivar Lind, arkitekt, 1945
- Göran Lindahl, arkitekturhistoriker, hedersledamot 1966
- Erik Lindberg, medaljgravör, 1904
- Adolf Lindberg, medaljgravör, 1885
- Alf Lindberg, målare, 1959
- Andreas Lindblom, hedersledamot, 1947
- Sivert Lindblom, konstnär, 1974
- Peter Linde, konstnär, 1993
- Ulf Linde, hedersledamot, 1966
- Amalia Lindegren, konstnär, 1856
- August Lindegren, arkitekt 1899
- Karin Lindegren, hedersledamot, 1981
- Ivar Lindekrantz, skulptör, 1959
- Lage Lindell, målare, 1960
- Berndt Adolf Lindholm, konstnär, 1881
- Charles Lindholm, arkitekt, 1916
- Berit Lindfeldt, konstnär, 1998
- Kent Lindfors, konstnär, 1990
- Axel Lindman, konstnär, 1897
- Bengt Lindroos, arkitekt, 1980
- Jöran Lindvall, hedersledamot, 1993
- Björn Linn, hedersledamot, 1983
- Sven Ljungberg, konstnär, 1968
- Gustaf Ljungberger, medaljör
- Gustaf Ljunggren, hedersledamot, 1881
- Lars Olof Loeld, konstnär 1990
- Ludvig Looström, hedersledamot, 1901
- Kjell Lund, norsk arkitekt, 1982
- Erik Lundberg, hedersledamot, 1955
- Gustaf Lundberg, hovintendent
- Johan Theodor Lundberg, skulptör, 1889
- Sixten Lundbohm, konstnär, 1951
- Carl Lunderberg, konduktör vid fortifikationen, kunglig gravör
- Egron Lundgren, konstnär, 1850
- Evert Lundquist, målare, 1958
- John Lundqvist, skulptör, 1933
- Rita Lundqvist, konstnär, 2000
- Bertil Lybeck, konstnär, 1941
- Harald Lyth, konstnär, 1981
- Eva Löfdahl, konstnär 1990
- Björn Lövin, konstnär 1992

## M
- Hans Mackard, tysk målare, 1873
- Daniel Maclise, brittisk konstnär, 1850
- Carl Magnus, konstnär, 1995
- August Malmström, konstnär, 1864
- Christer Malmström, arkitekt, 2001
- Adrien Marelier, hovbildhuggare
- Walter de Maria, amerikansk skulptör, 198?
- Sven Markelius, arkitekt, 1941
- Bror Marklund, skulptör, 1953
- Wilhelm Marstrand, dansk konstnär, 1850
- Kajsa Mattas, konstnär, 1989
- Gunnar Mattsson, arkitekt 1988
- Ebba Matz, konstnär, 2007
- Louis Meissibbuer, konstnär, 1868
- Erland Melanton, målare, 1963
- Kaisa Melanton, konstnär, 1974
- Anton Melbye, dansk konstnär, 1866
- Ferdinand Meldahl, dansk arkitekt, 1873
- Truls Melin, skulptör, 2009
- Hans Michaelsson, skulptör
- Carl Milles, skulptör, 1906
- Carl Hjalmar Valentin Molin, grafiker, 1914
- Johan Peter Molin, 1853
- Rafael Moneo, spansk arkitekt, 1994
- Giulio Monteverde, italiensk skulptör, 1879
- Henry Montgomery, hedersledamot, 1993
- Mihály Munkácsy, ungersk målare, 1874
- Alf Munthe, konstnär, 1949
- Gerhard Munthe, norsk konstnär, 1904
- Ludvig Munthe, norsk konstnär, 1874
- Hans Murman, arkitekt, 2011
- Mårten Müller, norsk konstnär, 1874
- Filip Månsson, konstnär, 1924
- Carl Möller, arkitekt, 1890
- Ingegerd Möller, konstnär, 1967
- Charlotta Mörner, född Arfwedson, hedersledamot
- Stellan Mörner, konstnär, 1950

## N
- Ernst Neizvestny, rysk skulptör, 1986
- Sten Åke Nilsson, hedersledamot, 1990
- Gunnar Nilsson, skulptör, 1962
- Isabella Nilsson, hedersledamot 2015
- Lars Nilsson, målare, 2015
- Robert Nilsson, skulptör, 1944
- Vera Nilsson, målare, 1954
- Lars Nittve, hedersledamot, 2002
- Hildegard Christina Norberg, konstnär 1889
- Gustav Nordahl, skulptör, 1949
- Bengt Nordenberg, konstnär, 1866
- Carl Nordenfalk, hedersledamot, 1961
- Johan Nordenfalk, hedersledamot, 1875
- Georg Gustaf Nordensvan, 1917
- Axel Nordgren, konstnär, 1868
- Sune Nordgren, hedersledamot, 1994
- William Nording, målare, 1941
- Jockum Nordström, konstnär, 2004
- Reinhold Norstedt, 1894
- Ivar Nyberg, konstnär, 1891
- Carl Rupert Nyblom, hedersledamot, 1881
- Olle Nyman, konstnär, 1953
- Carl Nyrén, arkitekt, 1971
- Johan Nyrén, arkitekt, 1996
- Alfred Nyström, skulptör, 1889
- Axel Fredrik Nyström, arkitekt, 1883
- Per Axel Nyström, arkitekt, 1825

## O
- Karin Ohlin, konstnär, 2014
- Claes Oldenburg, amerikansk målare och skulptör, 1974
- Axel Olsson hedersledamot, 1938
- Olle Olsson Hagalund, målare, 1960
- Elisabet Oscarsson, konstnär, 2010
- Paul Osipow, finländsk målare, 2001
- Nils Johan Outkin, rysk grafiker

## P
- Åke Pallarp, konstnär, 1973
- Gustaf Vilhelm Palm, 1852
- Ulrika Pasch, konstnär, 1773
- Lorens Pasch den yngre, konstnär
- Mikael Pauli, konstnär, 2007
- Julius Paulsen, dansk konstnär, 1921
- Christian Partos, konstnär, 2008
- Eilif Peterssen, norsk konstnär, 1897
- Ludwig Peterson, arkitekt, 1897
- Carl Gustaf Pilo
- Carl Gustaf Plagemann, 1856
- Baltzar Julius Ernst von Platen, 1856
- Alexis Pontvik, arkitekt, 2009
- Jean-François Portaels, belgisk konstnär, 1873

## Q
- Carl Gustaf Qvarnström, konstnär 1842

## R
- Pietro Raffone, arkitekt, 1996
- Christian Rauch, tysk skulptör
- Jean Eric Rehn
- Håkan Rehnberg, konstnär, 2000
- Leif Reinius, arkitekt, 1955
- Ilja Repin, rysk konstnär, 1897
- Anders Retzius, konstnär, 1839
- Gerhard Richter, tysk målare, 1994
- Johan Julius Ringdahl, 1856
- Emil Roberg, konstnär
- Lennart Rodhe, målare, 1956
- Johnny Roosval, hedersledamot, 1946
- Georg von Rosen, konstnär, 1872
- Edward Rosenberg, konstnär, 1901
- Gustaf Rosenberg, arkitekt, 1981
- Alexander Roslin, 1774
- Ludvig Ruben, 1860
- Henrik Rundquist, 2012
- Walter Runeberg, finsk skulptör, 1877
- Johan Ruyten, belgisk målare, 1845
- Ture Ryberg, arkitekt, 1934
- Carl Ryd, målare, 1936
- Gustaf Fredrik Rydberg, konstnär, 1871
- Viktor Rydberg, hedersledamot, 1887
- Rune Rydelius, 2003
- Maria Röhl, konstnär, 1843
- Lars Jakob von Röök, 1829

## S
- Geskel Saloman, konstnär, 1868
- Harald Sallberg, grafiker, 1942
- Hugo Salmson, konstnär, 1880
- Henrik Samuelsson, konstnär, 2006
- Ragnar Sandberg, konstnär, 1947
- Nils Fredrik Sander, hedersledamot, 1884
- Philip von Schantz, målare, 1963
- Göran Schildt, fil.dr, finländsk konsthistoriker, 2000
- Artur von Schmalensee, arkitekt, 1947
- Veit Julius Schnorr von Karolsfeld, tysk konstnär, 1845
- Fredrik Vilhelm Scholander, arkitekt, 1846
- Anshelm Leonard Schultzberg, konstnär, 1900
- Johan Schück, 1908
- Johan Scott, finländsk målare, 2002
- Gottfried Semper, tysk arkitekt, 1846
- Anette Senneby, konstnär, 2002
- Johan Sevenbom, målare
- Joel Shapiro, amerikansk skulptör, 1994
- Ann-Sofi Sidén, konstnär, 2003
- Fredrik Otto Silfverstolpe, 1844
- N. Simonsen, dansk konstnär, 1866
- Álvaro Siza, portugisisk arkitekt, 2008
- John Sjöström, konstnär, 1967
- Gustaf Sjöö, målare, 1963
- Joamim Frederik Skevgaard, dansk konstnär, 1915
- Otte Sköld, målare, 1929
- Wilhelm Smith, konstnär, 1910
- Wilhelm Sohn, tysk målare, 1874
- Jørgen Sonne, dansk konstnär, 1850
- Wendela Gustafva Sparre, konstnär, 1797
- Jakob Wilhelm Sprengtporten, hedersledamot, 1845
- Carl Theodor Staaff, 1856
- Theobald Stein, 1875
- Emerik Stenberg, konstnär, 1906
- Magdalena Margareta Stenbock, 1795
- John Stenborg, skulptör, 2011
- Nils Stenqvist, skulptör, 1984
- Otto Strandman, skulptör, 1915
- Kjell Strandqvist, konstnär, 1990
- Laris Strunke, konstnär, 1987
- August Stühler, tysk arkitekt, 1852
- Josef Magnus Stäck, konstnär 1848
- Eskil Sundahl, arkitekt, 1950
- Pehr Suther, kunglig hovgravör
- Gunnar Svenson, konstnär, 1942
- Bengt Svensson, arkitekt, 2006
- Bo Swenson, konstnär, 1992
- Gunilla Svensson, arkitekt, 2001
- Beate Sydhoff, hedersledamot, 1983
- Bo Sylvan, hedersledamot, 1990
- Gustaf Söderberg, konstnär 1841
- Lasse Söderberg, konstnär, 1993
- Per Södermark, konstnär, 1874
- C. Fredrik Sørensen, dansk konstnär, 1866

## T
- Helena Tallius Myhrman, arkitekt, 1997
- Ernest Paulin Tasset, fransk medaljgravör, 1883
- Pietro Tenerani, italiensk skulptör, 1852
- Anders Tengbom, arkitekt, 1973
- Ivar Tengbom, arkitekt, 1917
- Nils Tesch, arkitekt, 1960
- Bolle Tham, arkitekt, 2016
- Mats Theselius, inredningsarkitekt, 2011
- Friedrich von Thiersch, tysk arkitekt, 1901
- Henning Throne-Holst, hedersledamot, 1950
- Adolf Tidemand, konstnär, 1845
- Peter Tillberg, konstnär, 1990
- Frans Timén, konstnär, 1949
- Johan Tirén, konstnär, 1900
- Sophie Tottie, konstnär, 2015
- Uno Troili, konstnär, 1854
- Gustaf Trolle-Bonde, hedersledamot, 1871
- David Tägtström, konstnär, 1937
- Albert Törnqvist, arkitekt, 1853

## U
- William Unger, tysk grafiker, 1884
- Stefano Ussi, italiensk målare, 1875

## V,W
- Axel Fredrik Claesson Wachtmeister, hedersledamot, 1902
- Alfred Wahlberg, konstnär, 1866
- Carl Wahlbom, djur och historiemålare, 1848
- Lars Israel Wahlman, arkitekt, 1914
- Josef Wilhelm Wallander, 1857
- Knut Agathon Wallenberg, hedersledamot, 1913
- Otto Wallgren, konstnär
- Sigurd Wallin, hedersledamot, 1946
- Jan Wallinder, arkitekt, 1963
- Wilfred Wang, tysk arkitekt, 2001
- Émile Wauters, belgisk konstnär, 1897
- Benjamin Vautier, schweizisk konstnär, 1874
- Johan Way, 1821
- Aston Webb, engelsk arkitekt, 1924
- Ai Weiwei, kinesisk konstnär, 2012
- Henry Emil Charles Wenck, dansk arkitekt, 1915
- Gunnar Wennerberg, hedersledamot, 1871
- Erik Werenskiold, norsk konstnär, 1897
- Carle Vernet, fransk konstnär
- Fredric Westin, konstnär, 1812
- Ernst Westman, arkitekt, 1912
- Iréne Vestman, 2009
- Erik Wettergren, hedersledamot, 1943
- Alexander Clemens Wetterling, konstnär, 1840
- Gustaf Wickman, arkitekt, 1904
- Gustav Vigeland, norsk skulptör, 1922
- Hans Wigert, konstnär, 1988
- Erik Wikerstål, arkitekt, 2011
- Carl Johan Wikman, medaljör, direktör och konstakademins skattmästare
- Karin Wikström, konstnär, 2006
- Anders Wilhelmson, arkitekt, 2002
- Mårten Eskil Winge, 1864
- Gert Wingårdh, arkitekt, 1992
- Maaria Wirkkala finländsk konstnär, 2006
- Dan Wolgers, konstnär 1998
- Lasse Vretblad, arkitekt, 1999
- Wilhelm von Wright, 1839
- Gunnel Wåhlstrand, konstnär, 2017

## Z
- Petter Zennström, konstnär, 1995
- Eva Zettervall, konstnär, 2006
- Helgo Zettervall, arkitekt, 1871
- Helge Zimdal, arkitekt, 1959
- Hugo Zuhr, konstnär, 1940

## Å
- Johan Fredrik Åbom, arkitekt, 1850
- Johan Gustaf Nils Samuel Åkerhielm, hedersledamot, 1875
- Stig Åsberg, grafiker, 1953

## Ö
- Edvin Öhrström, skulptör, 1954
- Ragnar Östberg, arkitekt, 1922
- Bernhard Österman, konstnär, 1907
- Emil Österman, konstnär, 1900